# Skroggåsen
Skroggåsen este o arie protejată (arie specială de conservare — SAC, sit de importanță comunitară — SCI) din Suedia întinsă pe o suprafață de 44,2 ha, integral pe uscat.

## Localizare
Centrul sitului Skroggåsen este situat la coordonatele 63°25′14″N 13°20′31″E / 63.4206°N 13.342°E.

## Înființare
Situl Skroggåsen a fost declarat sit de importanță comunitară în mai 2000 pentru a proteja 1 specie de plante și 2 specii de animale. Situl a fost protejat și ca arie specială de conservare în decembrie 2009.

## Biodiversitate
Situată în ecoregiunea boreală, aria protejată conține 2 habitate naturale: Mlaștini alcaline, Taiga vestică.
La baza desemnării sitului se află mai multe specii protejate:
- plante (1): papucul doamnei (Cypripedium calceolus)
- nevertebrate (2): Lycaena helle, Vertigo genesii